# La grande carovana
La grande carovana (Jubilee Trail) è un film del 1954 diretto da Joseph Kane.
È un film western a sfondo avventuroso statunitense con Vera Ralston, Joan Leslie e Forrest Tucker. È basato sul romanzo del 1950 Jubilee Trail di Gwen Bristow.

## Produzione
Il film, diretto da Joseph Kane su una sceneggiatura di Bruce Manning con il soggetto di Gwen Bristow (autrice del romanzo), fu prodotto dallo stesso Kane per la Republic Pictures e girato nel Red Rock Canyon State Park a Cantil in California con un budget stimato in 1,3 milioni di dollari.

## Colonna sonora
- Jubilee Trail - musica di Victor Young, parole di Sidney Clare
- Clap Your Hands - musica di Victor Young, parole di Sidney Clare
- A Man Is a Man - musica di Victor Young, parole di Sidney Clare
- Saying-No! - musica di Victor Young, parole di Gwen Bristow e Sidney Clare

## Distribuzione
Il film fu distribuito con il titolo Jubilee Trail negli Stati Uniti dal 15 maggio 1954 (première a New Orleans il 15 gennaio 1954) al cinema dalla Republic Pictures.
Altre distribuzioni:
- in Giappone il 2 agosto 1954
- in Germania Ovest il 1º ottobre 1954 (Kalifornische Sinfonie)
- in Svezia il 1º novembre 1954 (De drogo mot väster)
- in Austria nell'aprile del 1955 (Kalifornische Sinfonie)
- in Finlandia il 15 aprile 1955 (Kalifornian tie)
- in Francia il 24 giugno 1955 (La grande caravane)
- in Portogallo l'8 luglio 1955 (Os Bravos não se Rendem)
- in Danimarca il 3 febbraio 1956 (Ørken-karavanen)
- in Spagna il 1º aprile 1956 (Extraña aventura)
- in Belgio (La grande caravane e De grote karavaan)
- in Brasile (Os Bravos Não se Rendem)
- in Grecia (To karavani ton tyhodiokton)
- in Italia (La grande carovana)

## Promozione
La tagline è: "The greatest American drama since "Gone With the Wind"!".